# 嘎东镇
嘎东镇（藏語：སྒ་གདོང་），全名嘎东棍巴（羅馬化：sga gdong dgon pa，直译为马鞍山梁），是中华人民共和国西藏自治区日喀则市白朗县下辖的一个乡镇级行政单位。

## 行政区划
嘎东镇下辖以下地区：
玛义村、吉雄村、拉玉村、白雪村、贵热村、亚温村、阿亚村、杰琼村、热旦康萨村、扎西村、查嘎热都村、帮康村、嘎夏琼村和帕嘎村。